# 카라코룸

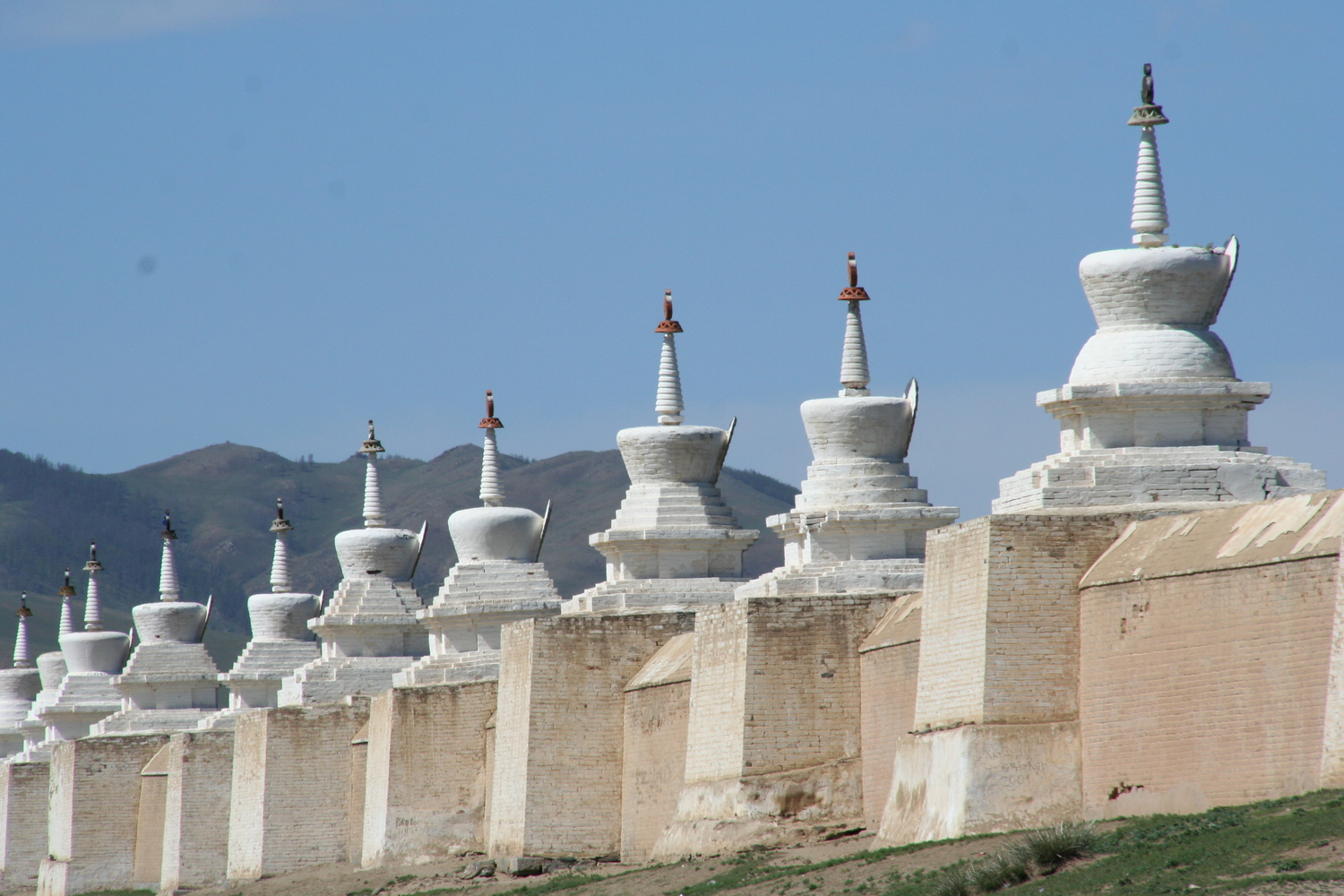
카라코룸의 에르덴 조 사원 주위에 있는 사리탑

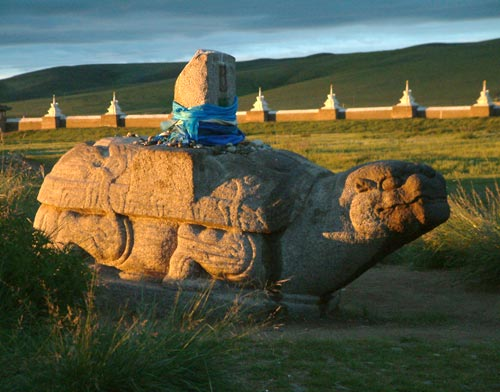
카라코룸에 있는 거북이 돌상

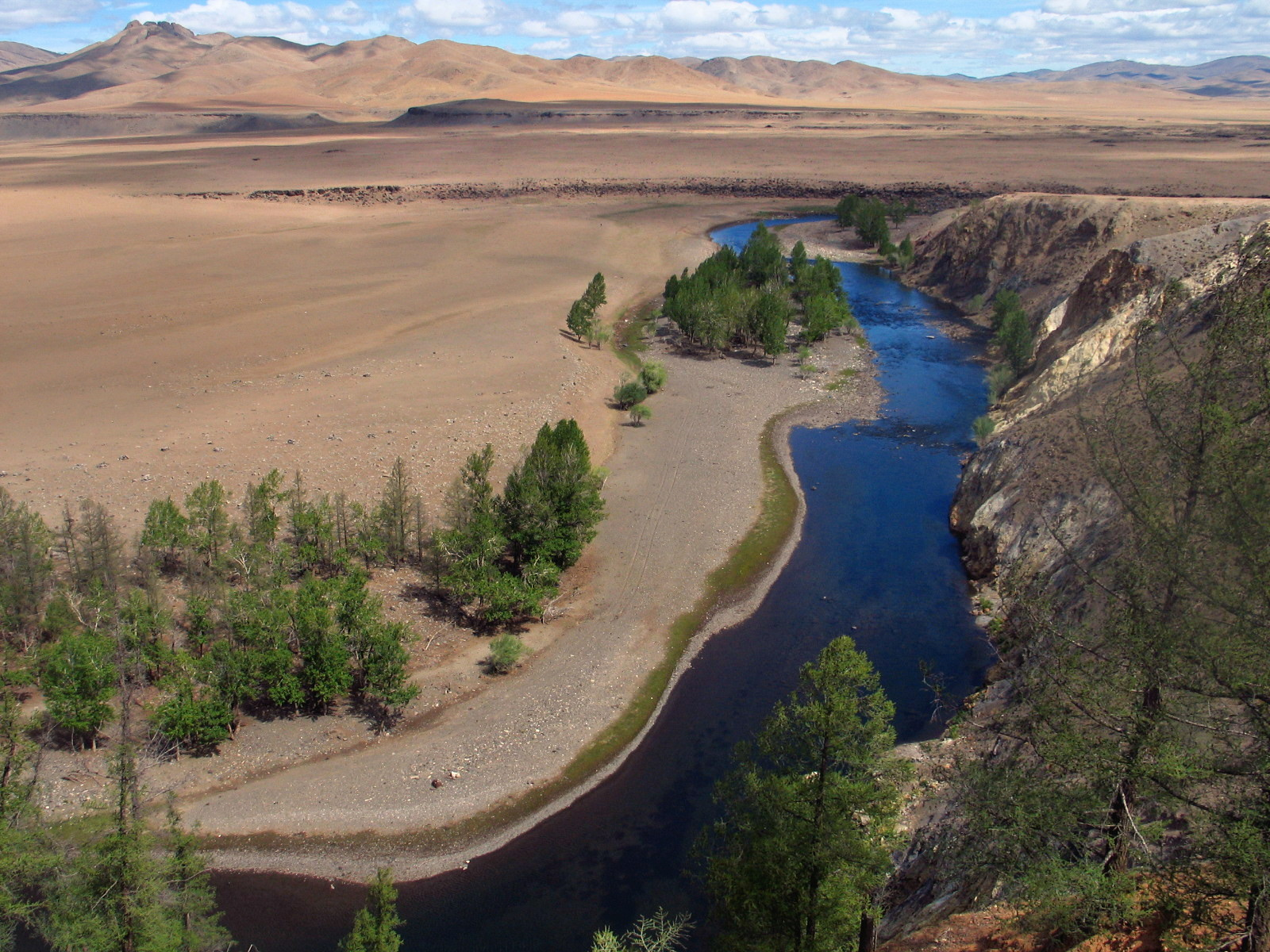
카라코룸을 흐르는 오르콘강

카라코룸(몽골어: ᠬᠠᠷᠠᠬᠣᠷᠣᠮ, Хархорум)은 13세기에 약 30년간 몽골 제국의 수도였다. 그 유적이 몽골의 으브르항가이 주에 남아있으며, 근처에 카호린이라는 마을이 있다. 세계 유산 중의 하나인 오르혼 계곡 문화 지구의 위쪽을 차지하고 있다.
고고학적 유물 발견으로 오르혼강의 흐르는 물을 이용한 금속제련의 중심지였다는 것이 밝혀졌다. 카라코룸은 고대 초원의 제국의 중심지라고 불리는데, 이르면 8세기부터 이곳에 유목민들이 살았었던 것으로 밝혀졌다.
칭기즈 칸은 1220년 경에 이 지역에 머물렀으며 중국 원정을 위한 본거지로 삼아 몽골 제국의 시작을 열었다. 칭기즈 칸의 주요 경쟁자였던 나이만 몽골족의 수도였던 오늘날 울란바타르의 서쪽에 있는 카라코룸을 그의 새로운 제국의 본거지로 삼았다.
우구데이 칸은 몽골의 황제 칭기즈 칸의 셋째 아들로 몽골 제국의 황위를 이어받았다. 칭기즈 칸의 아들 중에서 가장 지적인 사람이었다. 우구데이 칸은 거처를 카라코룸에 정하였고, 그가 가장 신임한 인물은 야율초재로 아버지 칭기즈 칸 때부터 통치의 조력자로 함께 해왔으며, 중국식 행정 조직을 구성하여 통치하는 데 중요한 역할을 맡았다.
참고로 카라코룸을 중국에선 화림(和林)이라 불렀고 화림 지역은 몽골이 중국을 지배하며 둔 화령로총관부(和寧路摠管府)의 하위구역이다. 이 때문에 조선조 학자가운데서도 말이 있었고 지금도 학설이 제기되고 있는 문제가 하나 있다. 그것은 바로 이성계가 명나라에 '권지고려국사'의 이름으로 사절을 보내 "나의 고향인 '화령'(和寧)과 옛날에 있었던 나라 '조선'(朝鮮)가운데 하나를 이름으로 골라달라'고 한 것과 관련된 문제이다. 이성계가 제시한 화령이 명나라로 하여금 암암리 조선을 국호로 선택할 수밖에 없게끔 유도한 것이라는 설. 명나라 입장에선 중국원정의 본거지였던 화령을 이름으로 선택하기가 매우 거북했을 것이다. 더 나아가 명나라를 은근히 조롱하기 위하여 의도된 행동이라는 설도 있는데, 명확한 근거는 없으나 당시 화령로총관부라는 것을 명과 조선 모두에서 모르고 있었을 가능성은 거의 전무하기 때문에 이러한 가능성도 전혀 없는 것은 아니다. 베이얼 호 전투에서 주원장(비유적인 표현인지 실제로 이끌었는지는 의문)이 이끄는 명군에 몽골인 7만 명이 사로잡히는 대패를 당하자 무력하게 파괴되었다고 한다.

## 같이 보기
- 에르덴 조 사원
- 오르콘강
- 상도
- 대도

## 참고 문헌
- 춘추관 관원들 (1413). 《태조실록》.